# Deutsches Meisterschaftsrudern 1941
Das 54. Deutsche Meisterschaftsrudern wurde 1941 in Berlin ausgetragen. Im Vergleich zum Vorjahr gab es im Meisterschaftsprogramm zwei Änderungen. So wurde bei den Männern der Leichtgewichts-Vierer mit Steuermann wieder durch den Leichtgewichts-Vierer ohne Steuermann ersetzt und der Leichtgewichts-Einer neu ins Programm aufgenommen. Insgesamt wurden Medaillen in 13 Bootsklassen vergeben. Davon 9 bei den Männern und 4 bei den Frauen.

## Medaillengewinner

### Männer
| Bootsklasse                           | Gold | Silber | Bronze |
| ------------------------------------- | --- | --- | --- |
| Einer                                 | Josef Hasenöhrl (Wiener RV Ellida) | Willi Füth (DRV Amsterdam) | Herbert Krahmer (Karlshorster RV von 1920) |
| Doppelzweier                          | RC Titania Charlottenburg Günter Goehle Rolf Rigo | Rgm. RV Rüsselsheim / DRV Amsterdam Georg von Opel Willi Füth | Rgm. Berliner RV 1876 / Karlshorster RV Alfred Reinecke Heinz Edler |
| Zweier ohne Steuermann                | Berliner RC Hans-Joachim Hannemann Helmut Baltrusch | Dessauer RV von 1887 Kurt Schmidt Hans-Joachim Ritter | Keine weiteren Boote in der Wertung. |
| Zweier mit Steuermann                 | Frankfurter RG Germania 1869 Ludwig Rumbler Oskar Glock Willy Günther (Stm.)                                                                                  | Dessauer RV von 1887 Kurt Schmidt Hans-Joachim Ritter Hans Grune (Stm.) | RV Friesen Berlin Rudi Klinke Alfred Birkigt Bruno Schallnat (Stm.) |
| Vierer ohne Steuermann                | RC Germania Königsberg Wolfgang Heintze Eberhard Naumann Hans-Jürgen Ahlborn Albrecht Kleckow                                                                 | Berliner RK Hellas K. Wollbrück G. Kriegsch Heinz Scherff Kurt Braschwitz | Keine weiteren Boote in der Wertung. |
| Vierer mit Steuermann                 | RC Germania Königsberg Wolfgang Heintze Eberhard Naumann Hans-Jürgen Ahlborn Albrecht Kleckow Klaus Engelke (Stm.)                                            | RG Viktoria Berlin-Grünau Herbert Illmann Rudolf Schwerdtfeger Karl-Heinz Götschmann Arne Christensen Dieter Arend (Stm.) | Lübecker RK Karl Bierfreund Hans Ties Walter Bierfreund Erwin Frank Günther Bamberger (Stm.) |
| Achter                                | Berliner RC Karl Gass Wilhelm Liepe Heinz Krohne Kurt Johanning Friedrich Kaiser Heinz Kaufmann Hans-Joachim Hannemann Helmut Baltrusch Wilhelm Mahlow (Stm.) | Rgm. BSG Allianz Berlin / Frankonia Berlin / Spindlersfelder RV Sturmvogel / RG Wiking Berlin / Märkischer Wassersport Berlin Erich Combes Herbert Pirlich Ernest Jachmann A. Voigt F.-L. Lehmann Gerhard Rochowiak Otto Bohnhardt Walter Combes E. Rhauda (Stm.) | Rgm. Wiener RC Donau / Wiener RV Donauhort / RV Friesen Wien / Erster Wiener RC Lia / Luftwaffe / RV Triton-Pirat Wien Wolfgang Dworzak Hans Hinterleitner G. Kuschke Walter Ritschka Lutz Zotti Herbert Schönthal Karl Jakob R. von Gasteiger jun. R. von Gasteiger sen. (Stm.) |
| Leichtgewichts-Einer                  | Alfred Reinecke (Karlshorster RV von 1920) | Werner Moese (Spindlersfelder RV Sturmvogel) | Lothar Domke (Graudenzer RV von 1885) |
| Leichtgewichts-Vierer ohne Steuermann | Bremer RV von 1882 Heinz Danker Werner Sahlender Willy Tietjen Hans Lange                                                                                     | Rgm. Berliner RC Sport-Borussia / Märkischer Wassersport Berlin Heinz Brachlow G. Funke Kurt Oppelt Georg Pfauter | RV Collegia Charlottenburg von 1895 E. Bollensdorf Paul Kraft G. Völker Willy Raschke |

### Frauen
| Bootsklasse               | Gold | Silber | Bronze                                                                                               |
| ------------------------- | --- | --- | --- |
| Einer                     | Friedel Haack (Post-SG Frankfurt/Main)                                                                            | Susi Foglar (Brünner RC Bruna)                                                                                        | Inge Oehlenschläger (Lübecker Frauen-RG von 1907)                                                    |
| Doppelzweier              | BSG RV Allianz Berlin Charlotte Schmidt Hildegard Mahnkopf                                                        | 1. Frauen-RC Hannover Eva Gretschel Sofie Müller                                                                      | Rgm. ARC Breslau / Post-SG Stephan Hilde Hillmann Ella Droth                                         |
| Doppelvierer              | 1. Frauen-RC Hannover Inge Segelke Gusta Müller Eva Gretschel Sofie Müller Olly Lohsträter (Stf.)                 | Frankfurter RV von 1865 Hilde Landmann Elisabeth Knobloch Amely Aller Ilse Fischer Maja Jamin (Stf.)                  | Ruderbund Froh Volk Liselotte Pantel Friedel Ahlgrimm Ruth Schulze Gerda Haake Gisela Schmidt (Stf.) |
| Doppelvierer (Stilrudern) | RG Wiking Leipzig Ruth Bahr Ilse Neubert-Fehse Brigitte Eberhardt Ursel Gulden Edith Schlemminger-Mittmann (Stf.) | RV Rückertschule Berlin-Schöneberg Edith Nordhausen Ilse Scheer Gisela Flemming Lilli Thamm Ruth Charlé-Franck (Stf.) | Dresdner Frauen-RV Hildegard Spielmann I. Henkel Ursel Döring Anneliese Reder Ruth Schlüter (Stf.)   |